# Variacije na rokokojsko temo (Čajkovski)
Peter Iljič Čajkovski: Variacije na rokokojsko temo, za violončelo in orkester, A dur, op. 33
okviren čas trajanja: 18 minut
Čajkovski je sedem variacij na lastno temo napisal leta 1876 in jih posvetil svojemu prijatelju, čelistu Wilhelmu Fitzhagnu, ki je deloval v orkestru in predaval na moskovskem konservatoriju. Očarljivi niz variacij kaže na skladateljevo ljubezen do Mozartove glasbe in njegovo zmožnost intimnega vživljanja v njegov stil. Solistične skladbe Čajkovskega so tehnično skrajno težavne in še danes postavljajo pred izvajalce najvišje zahteve. Tudi Variacije na rokokojsko temo so takšne. Kombinacija intimne klasicistične elegance in atletske tehnične kondicije, ki jo zahteva od solista, daje skladbi poseben čar, zato so Variacije med največkrat izvajanimi solističnimi skladbami za violončelo.